# Hildegard Schumacher
Hildegard Schumacher, geboren als Hildegard Thöns (* 10. September 1925 in Eberswalde; † 27. April 2003 in Bad Freienwalde (Oder)), war eine deutsche Schriftstellerin und Autorin zahlreicher Kinder- und Jugendbücher, die sie gemeinsam mit ihrem Ehemann Siegfried Schumacher verfasste.

## Leben
Hildegard Schumacher wurde am 10. September 1925 als erstes von sieben Kindern eines Tischlermeisters in der Kreisstadt Eberswalde im brandenburgischen Landkreis Barnim geboren. Sie arbeitete als Lehrerin für Deutsch und heiratete im Jahr 1947 den Geographielehrer Siegfried Schumacher. Gemeinsam mit ihrem Ehemann besuchte sie das 1955 gegründete Institut für Literatur „Johannes R. Becher“ in Leipzig. Ab 1962 lebten Hildegard und Siegfried Schumacher in seiner Heimatstadt Bad Freienwalde, wo sie als Schriftsteller tätig waren. Beide gründeten 1964 in Bad Freienwalde und im damaligen Bezirk Frankfurt (Oder) verschiedene „Zirkel Schreibender Schüler“, in denen sie Schüler anleiteten, sich mit selbst Erlebtem schreibend auseinanderzusetzen. Auf diese Weise erfuhren die beiden Autoren auch, was Kinder und Jugendliche damals bewegte, und verarbeiteten diese Erkenntnisse und Erfahrungen in ihren eigenen Büchern.
Schumachers erstes Kinderbuch mit dem Titel Ramme sucht Beweise, das sie gemeinsam mit ihrem Ehemann verfasst hatte, erschien 1965 im Kinderbuchverlag Berlin. In der Folge schrieb das Ehepaar zusammen mehr als 30 Kinder- und Jugendbücher, deren Geschichten oft im Kleinstadtmilieu spielten. Zahlreiche ihrer Werke erschienen in mehreren Auflagen, zuletzt 2015 als E-Books im Verlag Edition digital. Der nach ihrem gleichnamigen Buch entstandene Kinderfilm Der Junge mit dem großen schwarzen Hund kam 1986 in die Kinos und wurde ein Jahr später beim Kinderfilmfest der Berlinale gezeigt.
Hildegard Schumacher starb am 27. April 2003 im Alter von 77 Jahren in Bad Freienwalde.

## Posthume Veröffentlichungen und Würdigung
Zwei Jahre nach ihrem Tod erschien im Jahr 2005 im Verlag Die Furt die gemeinsame Autobiografie des Ehepaares mit dem Titel Fast ein Sonntagskind. Hildegard und Siegfried Schumacher. An diesem Buch hatte das Ehepaar viele Jahre zusammen gearbeitet, und Hildegard Schumacher hatte zwei Kapitel des Buches verfasst.
Mit Davongekommen erschien 2008 im selben Verlag ein weiteres Buch, an dessen Konzeption Hildegard Schumacher noch mitgewirkt hatte.
In einem Nachruf für Siegfried Schumacher im Jahr 2018 würdigte der Bürgermeister von Bad Freienwalde, Ralf Lehmann, die Lebensleistung der beiden Autoren mit den Worten, das Ehepaar habe „zusammen Literaturgeschichte geschrieben“.

## Werke (Auswahl)
Kinder- und Jugendbücher
- Ramme sucht Beweise. Illustrationen von Kurt Klamann, Kinderbuchverlag, Berlin 1965.
- Die Geburtstagsstrasse. Kinderbuchverlag, Berlin 1967.
- Entscheidung in der Schlangenbucht. Illustrationen von Kurt Klamann, Kinderbuchverlag, Berlin 1968.
- Reini und sein Freund der Funker. Kinderbuchverlag, Berlin 1969.
- Der Zauberlöwe. Kinderbuchverlag, Berlin 1969.
- Unser Ferkel Eduard. Kinderbuchverlag, Berlin 1970.
- Sommerinsel. Verlag Neues Leben, Berlin 1971.
- Die Riesenwelle. Kinderbuchverlag, Berlin 1973.
- Andy, Chef der Familie. Kinderbuchverlag, Berlin 1975.
- Pfeif auf ’ne Perücke. Kinderbuchverlag, Berlin 1978.
- Kirschenkosten. Verlag Neues Leben, Berlin 1978.
- Der Junge mit dem großen schwarzen Hund. Kinderbuchverlag, Berlin 1980. (Verfilmung 1986)
- Der Brillenindianer. Kinderbuchverlag, Berlin 1982.
- Susis sechs Männer. Verlag Neues Leben, Berlin 1984.
- Eine Schwalbe macht noch keinen Sommer. Franckh, Stuttgart 1985, ISBN 3-44005-447-0.
- Andys Reise ins Morgenland. Kinderbuchverlag, Berlin 1987, ISBN 3-358009-49-1.
- Wie Daniel Dornröschen wachküsst. F. Schneider, München 1993, ISBN 3-505048-44-5.
- Der Maulbeerbaum, der Fernweh hatte: Erzählungen, Geschichten und Märchen für Kinder in deutscher und polnischer Sprache = O Morwie, ktora tesknila za podrozami: opowiadania i bajki w jezyku niemieckim i polskim. Hrsg.: Deutsch-Polnisches Literaturbüro Oderregion, Frankfurt (0der) 1997, ISBN 3-931235-04-1.
- Bratapfelzeit Weihnachtsgeschichten. Verlag Die Furt, Jacobsdorf 1999, ISBN 3-933416-10-8.
- Großmutters Rock. Verlag Die Furt, Jacobsdorf 2000. ISBN 3-933416-21-3.

weitere Werke
- Zukunft braucht die Wirklichkeit: eine Anthologie des Bezirkes Frankfurt (Oder). Hrsg.: Rat des Bezirkes, Frankfurt (Oder), 1982.

posthum erschienen
- Fast ein Sonntagskind. Hildegard und Siegfried Schumacher. Autobiografie. Verlag Die Furt, Jacobsdorf 2005, ISBN 978-3-933416-58-2.
- Davongekommen allem Heil und Unheil. Verlag Die Furt, Jacobsdorf 2008, ISBN 978-3-933416-76-6.

## Hörspiele
- 1975: Mit Ehemann Siegfried Schumacher: Aus der Kinderliteratur: Andy, Chef der Familie – Regie: Christa Kowalski (Hörspielbearbeitung, Kinderhörspiel – Rundfunk der DDR)

## Preise und Auszeichnungen
- 1969: Heinrich-von-Kleist-Kunstpreis des Rates des Bezirkes Frankfurt (Oder)[7][8]
- 1979: Kunstpreis der FDJ[9]
- 1980: Alex-Wedding-Preis[10]